# Acer kenaicum
Acer kenaicum — це вимерлий вид клена, описаний на основі пари викопних листків і самари. Вид відомий виключно з олігоценових відкладень, знайдених на центральному узбережжі Аляски, США. Це один із кількох вимерлих видів, що належать до живої секції Rubra.

## Опис
Листки Acer kenaicum прості за будовою, з ідеально актинодромною жилковою структурою і мають широко-яйцювату форму. Листя п'ятилопатеві з верхніми бічними частками, довжина яких на дві третини перевищує серединну частку. Усі бічні частки мають трикутну форму, тоді як медіальна частка має еліптичну форму. Листки мають п’ять первинних жилок, п’ять вторинних жилок, які відходять від бічних первинних жилок, і шість медіальних пар вторинних жилок. Самара A. kenaicum має помірно роздутий горішок і жилки, що плавно розходяться, які рідко анастомують. Загальна форма горішка еліптична із заокругленим кінчиком і приблизною довжиною 3.0 см, а шириною крил 1.4 см. Парні самари цього виду мають кут прикріплення 25°.